# Alzir Hella
Alzir Hella, né le 30 décembre 1881 à Vieux-Condé et mort le 14 juillet 1953 dans le 14e arrondissement de Paris, est un traducteur de littérature de langue allemande.
Alzir Hella, notamment en collaboration avec Olivier Bournac, a joué un grand rôle dans la connaissance en France de la littérature allemande dans la première moitié du XXe siècle.

## Biographie
Alzir Hella est né dans le nord de la France, d'une famille ouvrière, en partie wallonne. Il était ouvrier typographe (correcteur), syndicaliste militant, anarchiste dans la grande tradition de cette communauté, mais c'est comme « homme de lettres » (le titre qu'il se donnait lui-même) qu'il reste connu.
Grâce à Émile Verhaeren dont il était l'ami, Hella a connu et traduit Stefan Zweig avec qui il a entretenu une importante correspondance où l'écrivain autrichien traite son traducteur avec beaucoup d'affection ; Hella était également l'agent littéraire de Zweig. Pendant l'Occupation, la Gestapo a pillé ses archives et volé ses sept cents lettres de Zweig. Le succès des livres de Zweig en France témoigne de la qualité des traductions.
De 1913 à 1931, Hella collabore à La Revue européenne qui a présenté au public français des écrivains de langue allemande comme Thomas Mann, Rainer Maria Rilke et Stefan Zweig. Il a participé au mouvement pacifiste et progressiste qui s'est particulièrement développé pendant la première guerre mondiale autour de Romain Rolland. Il a donc naturellement traduit Erich Maria Remarque (À l'Ouest, rien de nouveau qui eut un énorme succès – cinq cent mille exemplaires en trois mois –, qui rendit célèbre son traducteur et qui faillit déstabiliser la fragile maison d'édition Stock) et Andreas Latzko (un écrivain pacifiste, admiré par Romain Rolland, et qui a témoigné des horreurs de la Première Guerre mondiale) ou Alfons Petzold (qui a témoigné de la vie des ouvriers).
Ses traductions d'écrivains romantiques allemands, comme Ernst Theodor Amadeus Hoffmann ou Jean-Paul Richter, font le pont entre les traductions du XIXe siècle (Loève-Veimars, Egmont, Toussenel, Curzon) et les traductions modernes de référence d'Albert Béguin et Madeleine Laval. En 1926, plus d'un siècle après la mort de son auteur, il a ainsi donné la première traduction complète en langue française du très important roman d'Hoffmann Les Élixirs du Diable (ouvrage cité par Freud dans son célèbre texte L'inquiétante étrangeté), longtemps après des traductions romantiques de 1829 (très médiocre et incomplète) et de 1861 (encore incomplète). Les traductions, fréquemment faites en collaboration avec Olivier Bournac, sont souvent précédées d'une présentation par les traducteurs.
Malgré ses positions anarchistes connues, Alzir Hella fut peu à peu reconnu pour l'importance de son travail littéraire : il siégea à la tête des prud'hommes et reçut la légion d'honneur en 1950. Ses traductions sont très nombreuses et la bibliographie ne peut en donner qu'une faible part.

## Témoignages
- Lettre de Stefan Zweig à Alzir Hella : « Cher ami, Tu connaîtras un grand succès avec le livre de Remarque et j’espère également que tu t’es assuré matériellement que tu es associé aux éditions successives. N’oublie pas de dire à l’éditeur que le livre est le plus grand succès d’édition que l’Allemagne ait jamais connu – 500 000 exemplaires en trois mois (à six Marks l’exemplaire !). Je te remercie beaucoup et t’embrasse, ami très cher ! Tu as abattu un gros travail cette année encore et j’espère qu’un jour, il te sera donné de te retirer totalement de la correction et de vivre à la campagne, selon ton désir, muni d'une machine à écrire, et de ne venir à Paris que de temps à autre, tel le satyre sortant du bois. Nous nous reverrons bientôt car j’ai la ferme intention de venir voir à l’automne s’il n’y a "Rien de nouveau à l'ouest". De tout cœur, ton vieux Stefan Zweig. » (10 mai 1929)
- Quelques semaines après sa mort, dans le quotidien Franc-Tireur du 6 août 1953, Henri Vergnolle écrivait : « Alzir Hella : l’homme qui a fait connaître Stefan Zweig aux Français : Alzir Hella est mort, le 14 juillet. Cet homme libre a quitté le monde le jour où se commémore la conquête de la liberté. À ses obsèques, nous étions là, quelques amis personnels, aux côtés de ses camarades correcteurs : sa grande famille. Beaucoup de ceux qui l’ont connu et qui l’aimaient auront appris, avec émotion et chagrin, en vacances, la mort de cet homme hors série, de ce magnifique militant ouvrier, de cet écrivain qui avait conquis la notoriété par ses traductions de Stefan Zweig, de cet homme d’esprit, de ce camarade si attachant. Il atteignait ses soixante-douze ans et étonnait tous ceux qui l’approchaient autant par l’air de jeunesse qu’il avait conservé que par le masque noble, impérieux, éclairé par la flamme du regard qui, au premier contact, laissait deviner un personnage peu commun.»

## Traductions

### De Stefan Zweig
- Marie-Antoinette (Marie Antoinette, Bildnis eines mittleren Charakters), 1933
- La Peur (Angst), 1935
- Conscience contre violence ou Castellion contre Calvin (Castellio gegen Calvin, oder Ein Gewissen gegen die Gewalt), 1936
- Marie Stuart, 1936
- Magellan (Der Mann und seine), 1938
- La Pitié dangereuse ou l'impatience du cœur (Ungeduld des Herzens), 1939
- Les Très Riches Heures de l'humanité (Sternstunden der Menschheit), 1939
- Derniers messages, 1949
- Brûlant secret (Brennendes Geheimnis), 1945

#### En collaboration avecOlivier Bournac
- Amok ou le Fou de Malaisie, 1927
- Lettre d'une inconnue (Brief einer Unbekannten), 1927
- La Confusion des sentiments (Verwirrung der Gefühle), 1929
- Tolstoï, Paris : Ed. V. Attinger, en 1928
- Vingt-quatre heures de la vie d'une femme (Vierundzwanzig Stunden aus dem Leben einer Frau), 1929
- Le Combat avec le démon (Der Kampf mit dem Dämon : Hölderlin, Heinrich von Kleist, Friedrich Nietzsche), 1930
- Destruction d'un cœur (Untergang eines Herzens), 1931
- La Gouvernante (Die Gouvernante), 1931
- Le Jeu dangereux (Sommernovelette), 1931
- Un ministre de la police sous Napoléon : Fouché (Joseph Fouché. Bildnis eines politischen Menschen), Paris, Flammarion, 1935

### DeErnst Theodor Amadeus Hoffmannet des romantiques allemands
- Les Elixirs du Diable, de Ernst Theodor Amadeus Hoffmann, trad. de l'allemand par Alzir Hella et Olivier Bournac, Editions Stock, 1926. Rééditions, La Bibliothèque cosmopolite, Stock, 1987, 1996.
- Princesse Brambilla, de Ernst Theodor Amadeus Hoffmann, trad. de l'allemand par Alzir Hella et Olivier Bournac, Préface de Stefan Zweig, Editions Victor Attinger, 1929.
- Les Nouvelles musicales, de Ernst Theodor Amadeus Hoffmann, trad. de l'allemand par Alzir Hella et Olivier Bournac, Stock. Rééditions, La Bibliothèque cosmopolite, Stock.
- Lettres de E.T.A. Hoffmann à son ami intime Theodor Hippel, de Ernst Theodor Amadeus Hoffmann, traduction de l'allemand, avant-propos, raccords et notes par Alzir Hella et Olivier Bournac, Stock, 1929.
- La Caravane Wilhelm Hauff. Traduction intégrale par Alzir Hella et Olivier Bournac. Delamain et Boutelleau, 1929.

### Divers
- La marche royale, Andreas Latzko, traduit de l'allemand par Alzir Hella et Olivier Bournac ; bois gravés d'Antral. Paris, J. Snell et Cie, 1926.
- Le Livre de l'Hirondelle, Ernst Toller, traduit de l'allemand par Alzir Hella et Olivier Bournac. Marseille, Éditions des Cahiers du Sud, collection "Poètes".
- Ceux de la marine, Albert Daudistel, traduit de l'allemand par Alzir Hella et Olivier Bournac. Paris : Editions sociales internationales, 1930.
- La Chaise électrique, Chalom Asch, traduit par Alzir Hella et Isa Altkaufer ; Préface de Stefan Zweig. Delamain et Boutelleau, 1931.
- À l'Ouest, rien de nouveau, Erich Maria Remarque, traduit de l'allemand par Alzir Hella et Olivier Bournac, Stock, 1930.